# ウィリアム・サミュエル・ジョンソン

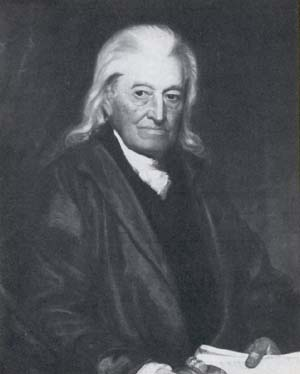
ウィリアム・サミュエル・ジョンソン

ウィリアム・サミュエル・ジョンソン（英:William Samuel Johnson、1727年10月7日-1819年11月14日）は、アメリカ合衆国の政治家である。アメリカ合衆国憲法に署名したことで著名であり、コネチカット州選出のアメリカ合衆国上院議員とコロンビア大学の第５代学長を務めた。

## 生い立ちと初期の経歴
ジョンソンは1727年10月17日にコネチカット植民地のストラットフォードで生まれた。父はサミュエル・ジョンソン (1696-1772)であり、著名な聖公会牧師で後に王立コロンビア大学の学長を務めた。ジョンソンは初期教育を家庭内で受けた。1744年にイェール大学を卒業し、さらに1747年には母校から修士号を受けた（同年にハーバード大学からも名誉学位を受けた）。父は牧師にしたいと思っていたが、ジョンソンは法律の世界で経験を積むことにした。法律に関しては独学であったが、直ぐに重要な顧客が付き、生まれ故郷の範囲外までも仕事上の結びつきができていった。20年間以上もコネチカット植民地民兵隊に所属して大佐まで昇進し、またコネチカット植民地議会では1761年と1765年に下院、1766年と1771年から1775年までは上院議員を務めた。さらに1772年から1774年は植民地最高裁判所の判事でもあった。
ジョンソンはその仲間と共にイギリスの議会が植民地政府に不当な干渉を行っていると考えたとき、初めて愛国者の側に惹き付けられた。1765年の印紙法会議に出席し、国王に対して植民地は税制を自分達で決める権利があると訴える請願書の草稿作成委員会に属した。イギリスの議会が1767年にフレンチ・インディアン戦争の負債を償還するために通したタウンゼンド諸法に反対し、代表なくして課税なしと抗議する諸植民地が考え出した輸入品拒否運動を支持した。
愛国者達が独立に向けてその要求が過激になっていくにつれて、ジョンソンは誠心誠意その側に付くことが難しいと感じるようになった。イギリスの政策は賢明でないと信じたが、母国との絆を断ち切ることは難しいと思った。国際的に著名な学者としてイギリスには多くの友達がおり、アメリカのロイヤリストの中にも友人がいた。ジョンソンは著名な著作家でもあり、「人生の様々な出来事で私の関心を呼んだ人々の中で、あなたたちほど私が親交を深めたいと思った人はほとんどいない。」とも語った。信仰や職業的な結びつきでもイギリスに囚われていた。イギリスの聖公会や1766年に名誉学位をくれたオックスフォードの学界とは親密な関係があった。1767年から1771年にはロンドンで生活し、コネチカットの代理人としてインディアンの土地に対する植民地の権利問題を決着付けさせようとしていた。
ジョンソンは植民地と母国双方にとって独立してしまうことの結果を怖れ、極端に走ることを避けて双方の主唱者間の未解決となっている政治的な差異について妥協点を探した。第一次大陸会議の代議員に選ばれたがこれを拒絶し、このことで愛国者達に強く批判されて民兵隊指揮官も外された。レキシントン・コンコードの戦いの後で、戦闘状態の終結を求めて個人的にイギリス軍の指揮官トマス・ゲイジ将軍を訪ねた時も強く批判された。このことで敵と対話したとして逮捕されたが、結局告発は取り下げられた。
一旦独立がなると、新しい国の政府には参加してもよいと考え、連合会議では代議員を務めた(1785-87)。その代議員としての影響力はその同時代人にも認められた。ジェレマイア・ウォズワースはジョンソンについて友人に「ジョンソン博士はあなたや私自身よりも大きな影響力があると信じる。南部の代議員は彼のことを非常に好ましいと思っている」と書き送った。1785年、バーモント共和国はジョンソンが大陸会議でバーモントの利益を代弁してくれたことに感謝して、元キングズ・カレッジの土地にある町をジョンソンに送った.。この町、バーモント州ジョンソンと小さな大学である州立ジョンソン・カレッジがその名を冠している。

## 憲法制定会議での貢献
1787年、ジョンソンはフィラデルフィアで行われたアメリカ合衆国憲法制定会議の最も重要で尊敬される者の一人として主要な役割を演じた。代議員の問題に関するその雄弁な演説は議論の中でも大きな重みがあった。コネチカットのような小さな邦の権利が強力な隣邦から浸食されないために強い連邦政府を望んだ。この目的のために連邦議会には各邦から同数の代議員が出ることとするいわゆるニュージャージー邦案を支持した。
概して連邦の権限が拡張されることに賛成した。司法権は「法と同じくらい衡平法に及ぶべき」と論じた（「法と衡平法」という言葉はジョンソンの動議で採用された）。換言すれば、法の不撓性は公平さで和らげなければならないということである。主権は「連邦に」あるので、個別の邦に対する反逆罪がありうるという考え方を否定し、刑法犯を遡及的に咎めるような遡及的法の禁止に反対した。なぜなら、そのような禁止は「連邦議会に不適切な疑いを」もたらすからであった。
ジョンソンは憲法の枠組みを決める最終段階でも影響力を保持していた。コネチカット妥協案に最大限の支持を送り、これが上院には全邦から同数の代議員を送り、下院には人口に応じて送るという連邦議会案を生み出した最終の大妥協に繋がった。また憲法の最終形態を形作る5人の委員によるスタイル委員会に加わり委員長も務めた。ノンフィクション『フィラデルフィアの奇跡』の中で、キャサリン・ドリンカー・ボーウェンはジョンソンのことを「議論や政治戦略についてこれら4人の一家言ある人（アレクサンダー・ハミルトン、ガバヌーア・モリス、ジェームズ・マディソンおよびルーファス・キング）を差配できる完璧な人。..彼が委員会にいることが安心させるものになったに違いない。博士の静かなやり方が心の鎧を解いた。」と表現した。

## 制定会議以後の経歴
ジョンソンはコネチカット邦が憲法を批准する過程において、この憲法下で小さな邦に生ずるであろう利点を強調して積極的な役割を担った。特に憲法の中の1節「採用される効力は法のエネルギーである。この効力はこの国に対する義務を果たせない個人に対してのみ働くものである」を誇りに思っていた。
ジョンソンはコネチカット州の初代上院議員の一人となり (1789-91)、連邦司法制度の詳細を確立する重要な法律、1789年の司法権法の形成に積極的に働いた。また連邦政府の執行官の役割を強化しようとするハミルトンのやり方を支持したが、大統領が上院の承認無しで閣僚を更迭できるようにするという議案には反対票を投じた。1787年にコロンビア大学の学長となっており、連邦政府が第1会期の終わりにニューヨークからフィラデルフィアに移動したときに、政界から身を退いて大学の任務に専心することにした。
コロンビア大学の学長は1800年まで続け、有能な職員を採用し、大学の確固とした財政基盤を築いた。
ジョンソンは1819年11月14日にコネチカット州ストラットフォードで死んだ。92歳。聖公会墓地に埋葬されている。アメリカ合衆国建国の父の中では最も長生きした人であった。